# Tayloria lingulata
Tayloria lingulata là một loài rêu trong họ Splachnaceae. Loài này được (Dicks.) Lindb. mô tả khoa học đầu tiên năm 1879.